# Contea di Crisp
La contea di Crisp (in inglese Crisp County) è una contea dello Stato della Georgia, negli Stati Uniti. La popolazione al censimento del 2000 era di 21 996 abitanti. Il capoluogo di contea è Cordele.